# Вулька-Ілувецька
Вулька-Ілувецька (пол. Wólka Iłówiecka) — село в Польщі, у гміні Мінськ-Мазовецький Мінського повіту Мазовецького воєводства.
Населення — 86 осіб (2011).
У 1975-1998 роках село належало до Седлецького воєводства.

## Демографія
Демографічна структура станом на 31 березня 2011 року:
|          | Загалом | Допрацездатний вік | Працездатний вік | Постпрацездатний вік |
| -------- | ------- | ------------------ | ---------------- | -------------------- |
| Чоловіки | 42      | 13                 | 26               | 3                    |
| Жінки    | 44      | 14                 | 19               | 11                   |
| Разом    | 86      | 27                 | 45               | 14                   |